# 东方研究
东方研究或东方学是包含近東與遠東社會、文化、語言、歷史、考古等內容的學術研究領域，近年來這一名詞漸漸被亞洲研究所取代。歐洲學術界對這一領域的興趣主要源于宗教原因，學習阿拉伯的醫藥與哲學是歐洲中世紀的重要主題之一。歐洲人對近東的文學了解最早，隨后是範圍更廣的文化與歷史研究。隨著歐洲逐漸侵占這一地區，政治經濟等問題也開始被納入學術研究的范疇。十八世紀以來，大量文物被從這一地區帶到歐洲，考古學的研究開始發展。二十世紀，當地的學者也參與到東方學的研究，并試圖做一些轉變。與亞洲研究相比較，東方學在語境上強調研究的非客觀性。暗示與其說是客觀地學術地認識東方，不如說是帶有西方的偏見地爲了驗證對東方世界的想像而尋找證據和現象來支持自己的想像。如典型的東方學風格繪畫中大量描繪近東生活的驕奢淫逸和建築的恢弘與複雜，其實當地的生活水平和社會現實卻並不是這樣。東方學熱在一定程度上催生了殖民主義的發展。東方學對亞洲的富庶與奢靡的非準確的描述鼓勵很多歐洲人湧向次大陸和遠東尋找財富和豔遇。

## 學術機構

### 汉学
- 法国法兰西学院汉学研究所
- 俄罗斯俄罗斯科学院东方学研究所
- 英国剑桥大学东方学部
- 英国伦敦大学亚非学院
- 瑞典哥德堡大学东亚语言与文化学专业
- 荷兰莱顿大学亚非拉研究所

### 敦煌学
- 法国国立研究中心和高等实验学院第四系483研究小组
- 日本东洋文库敦煌文献研究委员会
- 中国敦煌吐鲁番学会
- 北京大学敦煌吐鲁番文献研究室
- 兰州大学敦煌学研究室
- 西北师范大学敦煌学研究所

### 西藏学
- 日本西藏学会
- 美国印第安纳大学西藏学会
- 英国西藏研究所
- 印度锡金藏学研究所
- 中国藏学研究中心
- 中央民族大学藏学研究所
- 西藏自治区社会科学院藏学研究所
- 台湾西藏研究会

### 蒙古学
- 德国柏林洪堡大学东亚研究所
- 德国慕尼黑大学东亚研究中心
- 德国波恩大学中亚语言文化研究所
- 德国哥廷根大学突厥学和阿尔泰研究专业
- 德国莱比锡大学东亚研究所
- 美国印第安纳大学内陆亚洲研究所
- 日本东京大学东洋史学专业
- 日本京都大学人文科学研究所
- 南韩首尔大学东洋史学研究室
- 匈牙利布达佩斯大学内陆亚洲讲座
- 奥地利维也纳大学东方研究所
- 澳大利亚澳大利亚国立大学远东系

### 亚述学
- 芝加哥大学东方研究所